# Tommaso Dotti
Tommaso Dotti (* 11. Juli 1993 in Mailand) ist ein italienischer Shorttracker.

## Werdegang
Dotti, der für den Fiamme Oro startet, trat international erstmals bei den Juniorenweltmeisterschaften 2009 in Sherbrooke  in Erscheinung. Dort belegte er den 15. Platz im Mehrkampf und den siebten Rang mit der Staffel. Im folgenden Jahr errang er bei den Juniorenweltmeisterschaften in Taipei den 13. Platz im Mehrkampf und den 11. Platz mit der Staffel und bei den Teamweltmeisterschaften in Bormio den vierten Platz. Sein Debüt im Shorttrack-Weltcup hatte er im Oktober 2010 in Montreal und kam dabei auf den 29. Platz über 1000 m. und auf den zehnten Rang über 1500 m. Bei den Europameisterschaften 2011 in Heerenveen lief er auf den 18. Platz im Mehrkampf und auf den fünften Rang mit der Staffel und bei den Juniorenweltmeisterschaften 2011 in Courmayeur auf den 16. Platz im Mehrkampf und auf den 15. Rang mit der Staffel. In der Saison 2011/12 belegte er bei den Europameisterschaften 2012 in Mladá Boleslav den 15. Platz im Mehrkampf und den zehnten Rang mit der Staffel, bei den Juniorenweltmeisterschaften in Melbourne den 30. Platz im Mehrkampf und den neunten Rang mit der Staffel und bei den Weltmeisterschaften 2012 in Peking den 47. Platz im Mehrkampf. Im folgenden Jahr wurde er bei den Juniorenweltmeisterschaften in Warschau im Mehrkampf und mit der Staffel jeweils Siebter und errang bei den Europameisterschaften in Malmö den 15. Platz im Mehrkampf und den vierten Platz mit der Staffel und bei den Weltmeisterschaften in Budapest den 30. Platz im Mehrkampf. In der Saison 2013/14 belegte er in Sotschi bei seiner ersten Olympiateilnahme den 27. Platz über 1500 m und den achten Rang mit der Staffel. Zudem kam er bei den Europameisterschaften in Dresden auf den 16. Platz im Mehrkampf und auf den vierten Rang mit der Staffel und bei den Weltmeisterschaften 2014 in Montreal auf den 42. Platz im Mehrkampf und auf den achten Rang mit der Staffel.
In der folgenden Saison erreichte Dotti in Erzurum mit dem vierten Platz über 1000 m seine bisher beste Einzelplatzierung im Weltcupeinzel. In der Saison 2015/16 wiederholte er diese Platzierung in Dresden über 1500 m und erreichte in Shanghai mit dem zweiten Platz mit der Staffel seine erste Podestplatzierung im Weltcup. Bei den Europameisterschaften 2016 in Sotschi belegte er den 28. Platz im Mehrkampf und den fünften Rang mit der Staffel und bei den Weltmeisterschaften 2016 in Seoul den 43. Platz im Mehrkampf und den sechsten Rang mit der Staffel. Im folgenden Jahr holte er bei den Europameisterschaften in Turin die Bronzemedaille mit der Staffel. Zudem errang er dort den 19. Platz im Mehrkampf und bei den Weltmeisterschaften in Rotterdam den 27. Platz im Mehrkampf. In der Saison 2017/18 lief er bei den Olympischen Winterspielen 2018 in Pyeongchang auf den 25. Platz über 1500 m und auf den 22. Rang über 1000 m. Im Februar 2019 kam er im Weltcup in Turin auf den dritten Platz mit der Staffel. Bei den Europameisterschaften in Debrecen errang er den 21. Platz im Mehrkampf und gewann mit der Staffel erneut die Bronzemedaille.

## Persönliche Bestzeiten
- 500 m      41,194 s (aufgestellt am 13. Januar 2018 in Dresden)
- 1000 m    1:24,150 min (aufgestellt am 4. November 2018 in Calgary)
- 1500 m    2:11,602 min (aufgestellt am 13. November 2016 in Salt Lake City)
- 3000 m    4:47,021 min (aufgestellt am 21. Oktober 2018 in Bormio)